# USS Bright (DE-747)
USS Bright (DE-747) là một tàu hộ tống khu trục lớp Cannon từng phục vụ cùng Hải quân Hoa Kỳ trong Chiến tranh Thế giới thứ hai. Nó là chiếc tàu chiến duy nhất của Hải quân Hoa Kỳ được đặt cái tên này, theo tên Trung úy Hải quân Graham Paul Bright (1912-1941), sĩ quan quân nhu trú đóng tại Guam và đã tử trận khi Đế quốc Nhật Bản tấn công để chiếm đóng đảo này vào ngày 10 tháng 12, 1941. Nó đã phục vụ cho đến khi chiến tranh kết thúc, xuất biên chế năm 1946, rồi được chuyển cho Hải quân Pháp năm 1950, và tiếp tục phục vụ như là chiếc Touareg (F721) cho đến năm 1960. Con tàu bị tháo dỡ vào năm 1965. Bright được tặng thưởng một Ngôi sao Chiến trận do thành tích phục vụ trong Thế Chiến II.

## Thiết kế và chế tạo
Lớp Cannon có thiết kế hầu như tương tự với lớp Buckley dẫn trước; khác biệt chủ yếu là ở hệ thống động lực Kiểu DET (diesel electric tandem). Các động cơ diesel đặt nối tiếp nhau dẫn động máy phát điện để cung cấp điện năng quay trục chân vịt cho con tàu. Động cơ diesel có ưu thế về hiệu suất sử dụng nhiên liệu, giúp cho lớp Cannon cải thiện được tầm xa hoạt động, nhưng đánh đổi lấy tốc độ chậm hơn.
Vũ khí trang bị bao gồm ba pháo 3 in (76 mm)/50 cal trên tháp pháo nòng đơn có thể đối hạm hoặc phòng không, một khẩu đội pháo phòng không Bofors 40 mm nòng đôi và tám pháo phòng không Oerlikon 20 mm. Vũ khí chống ngầm bao gồm một dàn súng cối chống tàu ngầm Hedgehog Mk. 10 (có 24 nòng và mang theo 144 quả đạn); hai đường ray Mk. 9 và tám máy phóng K3 Mk. 6 để thả mìn sâu. Con tàu vẫn giữ lại ba ống phóng ngư lôi Mark 15 21 inch (533 mm). Thủy thủ đoàn đầy đủ bao gồm 15 sĩ quan và 201 thủy thủ.
Bright được đặt lườn tại xưởng tàu của hãng Western Pipe and Steel Company ở Los Angeles, California vào ngày 9 tháng 6, 1943. Nó được hạ thủy vào ngày 26 tháng 9, 1943, được đỡ đầu bởi bà Miriam Engle Bright, vợ góa Trung úy Bright, và nhập biên chế cùng Hải quân Hoa Kỳ vào ngày 30 tháng 6, 1944 dưới quyền chỉ huy của Hạm trưởng, Thiếu tá Hải quân William Alva McMahan.

## Lịch sử hoạt động

### USSBright
Sau khi hoàn tất việc chạy thử máy dọc theo vùng bờ Tây Hoa Kỳ, Bright khởi hành từ San Diego, California vào ngày 19 tháng 9, 1944 để hộ tống cho chiếc SS John B. Floyd đi sang Trân Châu Cảng. Nó tiếp tục hoạt động huấn luyện tại khu vực quần đảo Hawaii cho đến tháng 11, khi con tàu được điều động vào Đội đặc nhiệm 12.3 và bắt đầu tham gia một loạt sáu chuyến tuần tra tìm-diệt chống tàu ngầm trên tuyến đường hàng hải giữa khu vực Hawaii và quần đảo Marshall từ ngày 24 tháng 11, 1944 đến ngày 23 tháng 4, 1945. Trong các chuyến tuần tra này, nó đã từng thả mìn sâu tấn công ba mục tiêu nghi ngờ phát hiện bởi sonar, nhưng không mang lại kết quả.
Một tuần lễ sau chuyến tuần tra tìm-diệt sau cùng, vào ngày 30 tháng 4, Bright khởi hành từ Eniwetok để đi đến Saipan, nơi nó trình diện để phục vụ cùng Tư lệnh Lực lượng Đặc nhiệm 51, và hoạt động cùng lực lượng hộ tống. Sang ngày 5 tháng 5, trong thành phần một đội hộ tống, nó rời Saipan hộ tống Đoàn tàu SOK-1 cho hành trình đi sang Okinawa. Vào ngày 9 tháng 5, con tàu dò được tín hiệu sonar nghi ngờ và đã tiến hành hai lượt tấn công bằng mìn sâu nhưng không đem lại kết quả. Không lâu sau đó, nó phát hiện một quả ngư lôi đang hướng đến từ mạn trái phía đuôi tàu; chiếc tàu hộ tống khu trục phải cơ động để né tránh, và quả ngư lôi đối phương sượt qua cách mũi tàu 20 ft (6,1 m). Sang ngày hôm sau, nó phát hiện và phá hủy một quả thủy lôi trôi nổi trên mặt biển. Đoàn tàu vận tải đi đến nơi an toàn mà không xảy ra sự kiện nào khác.
Tại khu vực vận chuyển từ ngày 11 tháng 5, Bright đảm trách tuần tra bảo vệ chống tàu ngầm và phòng không cho các tàu vận tải. Vào ngày 13 tháng 5, lúc 19 giờ 19 phút, nó đối đầu với một máy bay tiêm kích A6M5 Zero tiếp cận khu vực vận chuyển ở độ cao thấp. Cho dù hỏa lực phòng không của con tàu đã bắn trúng kẻ tấn công, chiếc máy bay Kamikaze tiếp tục cú bổ nhào tự sát, đâm trúng vào đuôi của Bright. Bánh lái của con tàu kẹt ở tư thế bẻ hết sang mạn trái, phòng động cơ phía sau bị phá hủy, sàn tàu và ba ngăn kín nước bị hở. Trong khoảng một giờ sau đó con tàu chạy theo một vòng tròn; tuy vậy hư hại vẫn không ngăn nó hợp lực cùng tàu vận chuyển cao tốc Barr (APD-39) nổ súng bắn rơi một kẻ tấn công khác vài phút sau đó.
Sau khi được kéo về Kerama Retto để sửa chữa khẩn cấp, Bright lên đường cùng một đoàn tàu vận tải vào ngày 22 tháng 5, và sau khi đi ngang qua Ulithi và Eniwetok, đã về đến Trân Châu Cảng vào ngày 14 tháng 6. Nó tiếp tục hành trình hướng về vùng bờ Tây, đi đến Portland, Oregon, nơi con tàu được sửa chữa những hư hại trong chiến đấu, đồng thời được tái trang bị từ ngày 23 tháng 6 đến ngày 8 tháng 9. Tuy nhiên, do Nhật Bản đã chấp nhận đầu hàng vào ngày 15 tháng 8 giúp kết thúc cuộc xung đột, lúc nó vẫn đang trong xưởng tàu, chiếc tàu hộ tống khu trục được lệnh hướng sang vùng bờ Đông Hoa Kỳ, băng qua kênh đào Panama và đi đến Charleston, South Carolina vào ngày 25 tháng 9. Không lâu sau đó, nó hướng xuống phía Nam, đến Green Cove Springs gần Jacksonville, Florida, nơi con tàu được cho xuất biên chế vào ngày 19 tháng 4, 1946, và đưa về thành phần dự bị thuộc Hạm đội Dự bị Đại Tây Dương.

### Touareg(F721)

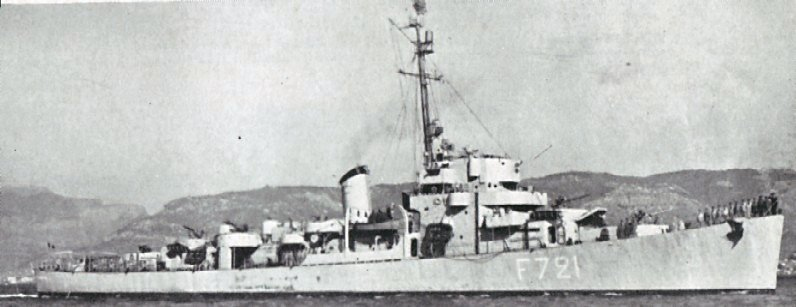
Tàu frigate Touareg (F721) của Hải quân Pháp.

Sau bốn năm bị bỏ không trong thành phần dự bị, Bright được cho tái hoạt động trở lại vào ngày 18 tháng 3, 1950; chiếc tàu hộ tống khu trục được chuyển giao cho Pháp tại Xưởng hải quân Philadelphia vào ngày 11 tháng 11, 1950, trong khuôn khổ Chương trình Viện trợ Quân sự. Tên nó được cho rút khỏi danh sách Đăng bạ Hải quân Hoa Kỳ vào ngày 20 tháng 12, 1950. Con tàu tiếp tục phục vụ cùng Hải quân Pháp như là tàu frigate Touareg (F721) cho đến khi được đưa về lực lượng dự bị vào năm 1960.  Đến tháng 5, 1964, Hải quân Pháp tiếp tục xóa đăng bạ con tàu và bán nó cho hãng Compagnie Métallurgique et Minière tại Paris vào tháng 5, 1965 để tháo dỡ. Nguồn khác cho rằng con tàu ngừng hoạt động và bị tháo dỡ ngay từ năm 1958.

## Phần thưởng
Bright được tặng thưởng một Ngôi sao Chiến trận do thành tích phục vụ trong Thế Chiến II.
|  |             |  |
|  | Bronze star |  |

| Dãi băng Hoạt động Tác chiến (truy tặng) |                                                                         |                                      |
| Huân chương Chiến dịch Hoa Kỳ            | Huân chương Chiến dịch Châu Á-Thái Bình Dương với 1 Ngôi sao Chiến trận | Huân chương Chiến thắng Thế Chiến II |